# Puchar Polski 2022-2023
La Puchar Polski 2022-2023 è la 69ª edizione della coppa nazionale polacca, organizzata dalla PZPN, iniziata il 26 luglio 2022 e terminata il 2 maggio 2023. Il torneo è stato vinto dal Legia Varsavia, che in finale ha battuto il Raków Częstochowa per 6-5 alla lotteria ai rigori dopo lo 0-0 maturato ai tempi supplementari.

## Formula
Al turno preliminare partecipano le 10 formazioni di II liga che nel 2021-2022 si sono qualificate dal decimo al diciannovesimo posto. Le cinque vincitrici passano al I turno di qualificazione, che si giocherà il 22 settembre e a cui si aggiungeranno le 16 vincitrici della Puchar Polski regionale, le 16 squadre che nel 2021-2022 hanno partecipato all'Ekstraklasa, le 18 squadre che nel 2021-2022 hanno partecipato alla I liga e le restanti 9 squadre di II liga.

## Turno preliminare
| Squadra 1             | Risultato       | Squadra 2                 |
| --------------------- | --------------- | ------------------------- |
| 26 luglio 2022        |                 |                           |
| Ruch Chorzów          | 2 – 0           | Znicz Pruszków            |
| Motor Lublino         | 4 – 2           | Śląsk Wrocław II          |
| 27 luglio 2022        |                 |                           |
| GKS Jastrzębie        | 4 – 1           | Sokół Ostróda             |
| Stal Rzeszów          | 1 – 0           | Pogoń Grodzisk Mazowiecki |
| Chojniczanka Chojnice | 3 – 1 (dts)     | Hutnik Cracovia           |
| Wigry Suwałki         | 0 – 4           | KKS Kalisz                |
| Radunia Stężyca       | 3 – 2           | Wisła Puławy              |
| Lech Poznań II        | 2 – 3 (dts)     | Pogoń Siedlce             |
| Garbarnia Cracovia    | 1 – 1 (2-3 dtr) | Olimpia Elbląg            |
| Górnik Polkowice      | 3 – 0           | GKS Bełchatów             |

## Primo turno
| Squadra 1                  | Risultato       | Squadra 2             |
| -------------------------- | --------------- | --------------------- |
| 30 agosto 2022             |                 |                       |
| Start Jelowa               | 0 – 4           | Zagłębie Lubin        |
| Lechia Zielona Góra        | 2 – 1 (dts)     | Podbeskidzie          |
| Stomil Olsztyn             | 1 – 3           | Chrobry Głogów        |
| Stal Rzeszów               | 3 – 3 (6-7 dtr) | Korona Kielce         |
| Bałtyk Gdynia              | 0 – 3           | Olimpia Elbląg        |
| Stal Stalowa Wola          | 1 – 2 (dts)     | Puszcza Niepołomice   |
| Wikielec                   | 1 – 2           | Zagłębie Sosnowiec    |
| Legia Varsavia II          | 0 – 5           | Wisła Cracovia        |
| Radomsko                   | 0 – 3           | Radomiak Radom        |
| Nieciecza                  | 2 – 3 (dts)     | Legia Varsavia        |
| Rekord Bielsko Biala       | 3 – 0           | Chełmianka Chełm      |
| 31 agosto 2022             |                 |                       |
| Pogoń Siedlce              | 3 – 1           | Chojniczanka Chojnice |
| Wieczysta Cracovia         | 0 – 2           | Radunia Stężyca       |
| Zawisza Bydgoszcz          | 2 – 1           | GKS Tychy             |
| Pogoń Stettino II          | 0 – 2           | GKS Katowice          |
| Resovia Rzeszów            | 1 – 0           | Miedź Legnica         |
| Polkowice                  | 1 – 3 (dts)     | Sandecja Nowy Sącz    |
| ŁKS                        | 2 – 2 (3-4 dtr) | Stal Mielec           |
| LKS Lagow                  | 1 – 3           | KS Cracovia           |
| Skra Częstochowa           | 1 – 3           | Wisła Płock           |
| Ruch Wysokie Mazowieckie   | 0 – 4           | Śląsk Breslavia       |
| KKS Kalisz                 | 5 – 5 (4-3 dtr) | Widzew Łódź           |
| GKS Jastrzębie             | 0 – 2           | Warta Poznań          |
| Polonia Środa Wielkopolska | 0 – 2           | Motor Lublino         |
| 1 settembre 2022           |                 |                       |
| Lechia Dzierżoniów         | 1 – 2           | Piast Gliwice         |
| Odra Opole                 | 0 – 1 (dts)     | Jagiellonia           |
| Ruch Chorzów               | 0 – 1           | Górnik Zabrze         |
| Arka Gdynia                | 0 – 0 (3-4 dtr) | Górnik Łęczna         |

## Sedicesimi di finale
| Squadra 1            | Risultato         | Squadra 2           |
| -------------------- | ----------------- | ------------------- |
| 12 ottobre 2022      |                   |                     |
| Lechia Zielona Góra  | 3 – 1             | Jagiellonia         |
| 18 ottobre 2022      |                   |                     |
| Górnik Łęczna        | 1 – 0             | Korona Kielce       |
| KKS Kalisz           | 2 – 0             | Olimpia Elbląg      |
| Stal Mielec          | 0 – 3 (dts)       | Piast Gliwice       |
| Wisła Płock          | 0 – 3             | Legia Varsavia      |
| Zagłębie Sosnowiec   | 0 – 1             | Raków Częstochowa   |
| Rekord Bielsko-Biała | 3 – 3 (11-12 dtr) | Pogoń Stettino      |
| 19 ottobre 2022      |                   |                     |
| Wisła Cracovia       | 2 – 2 (6-5 dtr)   | Puszcza Niepołomice |
| Lech Poznań          | 1 – 3             | Śląsk Breslavia     |
| Resovia Rzeszów      | 4 – 3             | KS Cracovia         |
| Sandecja Nowy Sącz   | 2 – 1             | Warta Poznań        |
| Motor Lublino        | 1 – 0 (dts)       | Zagłębie Lubin      |
| Radunia Stężyca      | 1 – 4             | Lechia Danzica      |
| 20 ottobre 2022      |                   |                     |
| Zawisza Bydgoszcz    | 1 – 3             | Radomiak Radom      |
| Pogoń Siedlce        | 3 – 1             | Chrobry Głogów      |
| GKS Katowice         | 1 – 2             | Górnik Zabrze       |

## Ottavi di finale
| Squadra 1           | Risultato       | Squadra 2         |
| ------------------- | --------------- | ----------------- |
| 8 novembre 2022     |                 |                   |
| KKS Kalisz          | 3 – 3 (5-3 dtr) | Górnik Zabrze     |
| Górnik Łęczna       | 1 – 0 (dts)     | Piast Gliwice     |
| Lechia Danzica      | 2 – 2 (2-4 dtr) | Legia Varsavia    |
| 9 novembre 2022     |                 |                   |
| Motor Lublino       | 1 – 0           | Wisła Cracovia    |
| Pogoń Stettino      | 0 – 1           | Raków Częstochowa |
| Sandecja Nowy Sącz  | 0 – 3           | Śląsk Breslavia   |
| 10 novembre 2022    |                 |                   |
| Lechia Zielona Góra | 0 – 0 (3-1 dtr) | Radomiak Radom    |
| Pogoń Siedlce       | 1 – 0           | Resovia Rzeszów   |

## Quarti di finale
| Squadra 1           | Risultato | Squadra 2         |
| ------------------- | --------- | ----------------- |
| 28 febbraio 2023    |           |                   |
| Lechia Zielona Góra | 0 – 3     | Legia Varsavia    |
| Pogoń Siedlce       | 0 – 1     | Górnik Łęczna     |
| 1 marzo 2023        |           |                   |
| KKS Kalisz          | 3 – 0     | Śląsk Breslavia   |
| Motor Lublino       | 0 – 3     | Raków Częstochowa |

## Semifinali
| Squadra 1     | Risultato | Squadra 2         |
| ------------- | --------- | ----------------- |
| 4 aprile 2023 |           |                   |
| KKS Kalisz    | 0 – 1     | Legia Varsavia    |
| 5 aprile 2023 |           |                   |
| Górnik Łęczna | 0 – 1     | Raków Częstochowa |

## Finale
| Arbitro: | Piotr Lasyk |

|                                                       |                      |                                                  |
| Slisz Rosołek Augustyniak Sokołowski Wszołek Nawrocki | Tiri di rigore 6 – 5 | Tudor Svarnas Piasecki Nowak Jean Carlos Wdowiak |